# Jacinto Arauz
Jacinto Arauz är en ort i Argentina.   Den ligger i provinsen La Pampa, i den centrala delen av landet, 600 km sydväst om huvudstaden Buenos Aires. Jacinto Arauz ligger 162 meter över havet och antalet invånare är 2 773.
Terrängen runt Jacinto Arauz är mycket platt. Runt Jacinto Arauz är det mycket glesbefolkat, med 2 invånare per kvadratkilometer.. Närmaste större samhälle är General San Martín, 19,2 km nordväst om Jacinto Arauz.
Omgivningarna runt Jacinto Arauz är i huvudsak ett öppet busklandskap.